# SYRIZA
Het Verenigd Sociaal Front, afgekort: SYRIZA (Grieks: ΣΥ.ΡΙΖ.Α. - Συνασπισμός Ριζοσπαστικής Αριστεράς - Ενωτικό Κοινωνικό Μέτωπο, Synaspismós Rizospastikís Aristerás - Enotikó Koinonikó Métopo) is een Griekse coalitie van verschillende linkse politieke partijen. De coalitie werd opgericht in aanloop naar de Griekse parlementsverkiezingen in 2004.

## Geschiedenis
SYRIZA kwam voort uit de samenwerking tussen verschillende linkse politieke organisaties. Zij hadden verschillende historische achtergronden en soms verschillende meningen, maar hadden grotendeels een gemeenschappelijke beschouwing op een aantal thema’s die speelden in Griekenland aan het eind van de jaren negentig van de 20e eeuw, zoals de Kosovo-oorlog, de privatisering van staatsbedrijven en sociale rechten. De verschillende groepen werkten met elkaar samen in hun verweer tegen neoliberale hervormingen van het pensioenstelsel, de sociale zekerheid en nieuwe anti-terroristenwetten. Ook werkte een groot aantal organisaties samen rondom de internationale demonstraties bij de G8-top in Genua in 2001.
Verschillende lokale partijen en organisaties werkten al samen bij de lokale verkiezingen in 2002. In aanloop naar de parlementsverkiezingen in 2004 werd SYRIZA gevormd. De coalitie bestond uit de volgende partijen: Synaspismos (SYN); Neo-Communistisch Ecologisch Links (AKOA); Internationale Linkse Werkers (DEA); en de Beweging voor de Vereniging in Actie van Links (KEDA) (een afsplitsing van de Communistische Partij van Griekenland).
Synaspismos was op dat moment de enige partij met leden die in het parlement zaten. Bij de Griekse parlementsverkiezingen in 2004 behaalde de partij 3,3 procent van de stemmen en daarmee 6 zetels. Al deze zetels werden bezet door leden van Synaspismos. Dat leidde tot zeer veel spanningen binnen de coalitie. De kleinere partijen beschuldigden Synaspismos ervan dat zij zich niet aan de afspraken hield, omdat geen enkel parlementslid wilde opstappen om plaats te maken voor een parlementslid namens AKOA. Door de spanningen besloot Synaspismos apart mee te doen aan de verkiezingen voor het Europees Parlement. Daarbij behaalde ze 1 zetel. De rest van de partijen van de coalitie steunde de feministische partij Vrouwen voor een Ander Europa.
De ruzie werd eind 2004 beslecht toen de partijen tijdens een congres besloten met elkaar door te gaan. De verhouding werd ook beter tussen de partijen doordat Alekos Alavanos Nikos Konstantopoulos opvolgde als voorzitter van Synaspismos. Alavanos stond veel positiever tegenover de coalitie. De partijen werkten nauw samen bij de organisatie van het Europees Sociaal Forum in mei 2006 in Athene.
Sinds 2008 was Alexis Tsipraspartijleider. Na de verkiezingswinst van januari 2015 werd hij ook premier van een coalitie met een rechts-populistische partij. Hij veranderde Syriza in een eenheidspartij. 
De partij is niet tegen de euro of de EU maar wel tegen de bezuinigingen en overige maatregelen opgelegd door de EU en het IMF.
Na de afscheuring van Volkseenheid op 21 augustus 2015 waar 25 parlementsleden naar overgingen, belandde SYRIZA op 124 zetels in het Grieks parlement. De 25 leden richten een nieuwe partij op, Leiki Anotita, met de oud-minister van energie Panagiotis Lafazanis als leider. Lafazanis was informeel de leider van de factie van het Linkse Platform binnen SYRIZA.
Op 25 augustus nam partijsecretaris Tassos Koronakis ontslag.
Syriza verloor bij de Europese verkiezingen van 2019 van de oppositiepartij Nea Dimokratia. Na de nederlaag werden in Griekenland nieuwe nationale parlementsverkiezingen uitgeschreven. Bij deze verkiezingen, gehouden op 7 juli 2019, werd Syriza opnieuw verslagen. Tsipras trad de volgende dag af en is opgevolgd door Kyriakos Mitsotakis.
2023
Na een nieuwe nederlaag van de Coalitie van Radicaal Links – Progressieve Alliantie bij parlementsverkiezingen maakte Tsipras op 29 juni 2023 in Zappeio bekend dat hij aftradt als president van Syriza en dat hij het leiderschap van de partij niet opnieuw zal betwisten bij de komende interne partijverkiezingen, om “een proces van diepgaande vernieuwing en heroprichting” van de partij op gang te brengen.

## Organisatie
SYRIZA wordt geleid door een voorzitter, verkozen door het partijcongres. Sedert november 2023 is dit Stefanos Kasselakis, die Alexis Tsipras in die functie opvolgde.
Bij de omvorming tot eenheidspartij (stichtingscongres van 10-14 juli 2013) verkozen de congresgangers een Centraal Comité met 201 leden. Daarnaast heeft SYRIZA een elfkoppig Politiek Secretariaat.
De parlementsleden van SYRIZA hebben een charter onderschreven waarin ze zich ertoe verbinden om hun zetel op te geven als ze de lijn uitgezet door de meerderheid niet volgen.

## Verkiezingen
Bij de parlementsverkiezingen in 2007 was de partij de grote verrassing met 5,04% van de stemmen. De partij behaalde daarmee 14 zetels. De coalitie was bij deze verkiezingen ook verder uitgebreid met verschillende kleine linkse groepen zoals de Communistische Organisatie van Griekenland (KOE) en de Milieuactivistische Ecologische Interventie. Bij de parlementsverkiezingen in 2009 bleef de partij vrij stabiel. Zij behaalde 4,6% van de stemmen en 13 zetels. Bij de verkiezingen voor het Europees Parlement in hetzelfde jaar behaalde de coalitie 1 zetel.
Bij de Griekse parlementsverkiezingen van mei 2012 behaalde de partij 16,8% van de stemmen en 52 zetels. Omdat het niet mogelijk bleek een regering te vormen, volgden nieuwe verkiezingen. Bij deze Griekse parlementsverkiezingen van juni 2012 behaalde de partij 26,89% van de stemmen en 71 zetels. SYRIZA werd hiermee de tweede partij na Nea Dimokratia. De partij was een oppositiepartij in het parlement tijdens het kabinet-Samaras.
Bij de Griekse parlementsverkiezingen in januari 2015, behaalde de partij 149 van de 300 parlementszetels. Deze winst kwam vooral voort uit onvrede over de vele bezuinigingen en hervormingen die voorgaande regeringen onder druk van de Europese Unie hadden doorgevoerd. Hierna vormde SYRIZA met de rechts-populistische partij Onafhankelijke Grieken een coalitie en werd Tsipras premier in het kabinet-Tsipras.
Bij de Griekse parlementsverkiezingen in september 2015 behaalde de partij 145 van de 300 parlementszetels.

### Overzicht verkiezingsuitslagen
| Jaar           | Partijleider          | Stemmenaantal | Stemmenpercentage | Aantal leden in het Griekse parlement | Positie in het parlement |
| -------------- | --------------------- | ------------- | ----------------- | ------------------------------------- | --- |
| 2004           | Nikos Konstantopoulos | 241.539       | 3,26%             | 6                                     | Oppositie |
| 2007           | Alekos Alavanos       | 361.211       | 5,04%             | 14                                    | Oppositie |
| 2009           | Alexis Tsipras        | 315.627       | 4,60%             | 13                                    | Oppositie |
| mei 2012       | Alexis Tsipras        | 1.051.094     | 16,8%             | 52                                    | onbeslist, nieuwe verkiezingen in juni |
| juni 2012      | Alexis Tsipras        | 1.655.053     | 26,9%             | 71                                    | Oppositie |
| januari 2015   | Alexis Tsipras        | 2.246.064     | 36,3%             | 149                                   | Regering |
| september 2015 | Alexis Tsipras        | 1.925.904     | 35,5%             | 145                                   | Regering |
| 2019           | Alexis Tsipras        | 1,780,704     | 31,5%             | 86                                    | Grootste oppositiepartij Bij de verkiezingen van 24 juli 2023 viel Syriza terug tot 17,84% van de stemmen, waarna Alexis Tsipras aftrad als partijleider. Hij werd in november opgevolgd door Stefanos Kasselakis (35). Een aantal leden van de linkervleugel verliet daarop de partij en richtte Nea Aristera (Nieuw Links) op. |